# Lake Shore (Maryland)
Lake Shore é uma Região censo-designada localizada no estado americano de Maryland, no Condado de Anne Arundel.

## Demografia
Segundo o censo americano de 2000, a sua população era de 13.065 habitantes.

## Geografia
De acordo com o United States Census Bureau tem uma área de
37,0 km², dos quais 25,7 km² cobertos por terra e 11,3 km² cobertos por água.

## Localidades na vizinhança
O diagrama seguinte representa as localidades num raio de 8 km ao redor de Lake Shore.